# 卡利亚里王国
卡利亚里王国（義大利語：Giudicato di Cagliari）是中世纪时期撒丁岛四个土著王国之一。卡利亚里王国占据着撒丁岛南部与东南部的土地，并分为十三个分区。在比萨、热那亚等海上共和国统治海洋的时期，卡利亚里王国被比萨共和国征服，其领土由比萨与其他王国瓜分。